# Drueved-familien
Drueved-familien (Iteaceae) er udbredt med to slægter og 18 arter i Nordamerika, Sydøstasien, Melanesien og Sydøstafrika. Familiens arter kan kendes på, at deres stængler har kamret marv, skruestillede blade med indskårne bladrande og klase-eller aksagtige blomsterstande fra bladhjørnerne. De enkelte blomster er små og regelmæssige, og frugterne er torummede. Her omtales kun den slægt, der har arter, som af og til ses plantet i Danmark.
| Slægter |

- Drueved-slægten (Itea)
- Choristylis